# Eupithecia lavicaria
Eupithecia lavicaria là một loài bướm đêm trong họ Geometridae.